# 远程外壳
远程外壳（英語：remote shell，缩写：rsh）是一個命令行界面的计算机程序，可以作为另一个用户在计算机网络中的另一台计算机上执行shell命令。
rsh连接的远程系统运行着rsh的守护进程（rshd）。守护进程通常使用公知的传输控制协议（TCP）端口号514。

## 历史
Rsh来自BSD Unix操作系统的一部分，以及rcp，是1983年的4.2版本BSD的rlogin包的一部分。rsh自此被移植到其他操作系统。
rsh 命令与另一个常见的UNIX实用工具有相同名称，受限外壳（英語：Restricted shell），其首次出现在PWB/UNIX当中；在System V Release 4中，受限外壳通常位于 /usr/bin/rsh。

## 局限
正如rlogin一文中所述，rsh的协议对于网络使用来说是不安全的，因为它通过网络发送未加密的信息，以及一些其他的原因。zsh的一些实现也通过在网络上发送未加密的密码进行认证。rsh在很大程度上已经被Secure Shell（ssh）程序所取代，即使在本地网络上也是如此。

## 示例
作为rsh使用的示例，以下以用户 remoteuser 在运行类UNIX系统的计算机 host.example.com 上执行命令 mkdir testdir：
```
rsh -l remoteuser host.example.com "mkdir testdir"
```

命令完成后，rsh终止。如果没有指定命令，则rsh将使用rlogin登录远程系统。使用域名系统（DNS）查找远程计算机的网络位置。